# Italia Loves Romagna
Italia Loves Romagna è stato un concerto di iniziativa benefica tenutosi il 24 giugno 2023 alla RCF Arena di Reggio Emilia organizzato e promosso da Friends&Partners, Riservarossa, Vivo Concerti e Magellano Concerti. L'evento è stato trasmesso in diretta televisiva su Rai 1 e a reti unificate su numerose stazioni di emittenti radiofoniche.
Sono stati 18 gli artisti che hanno messo in scena a titolo gratuito 50 canzoni live, accompagnati da una super band di 10 elementi e dall’Orchestra Sinfonica Nazionale dei Conservatori italiani (OSNC) formata da 63 giovani musicisti che, per questa occasione, provenivano prevalentemente dalla Romagna e dall’Emilia. La direzione musicale dell’evento è stata affidata a Leonardo De Amicis e Carlo Di Francesco. 
Lo scopo dell'iniziativa è stato quello di raccogliere fondi per aiutare le popolazioni colpite dall'alluvione dell'Emilia-Romagna del 2023. Il nome dell'evento fa riferimento al concerto tenutosi nel medesimo luogo nel 2012 Italia Loves Emilia a seguito del terremoto che colpì la regione.
Per l’evento sono stati venduti 40000 biglietti con un ricavato di 1,8 milioni di euro, con un incremento di oltre 600 mila euro attraverso il numero telefonico solidale nel corso della diretta televisiva dell'evento, per un totale di 2,5 milioni.

## Conduzione
- Amadeus
- Alessia Marcuzzi
- Giorgio Panariello
- Francesca Fagnani
- Andrea Delogu (backstage)

## Artisti aderenti
- Andrea Bocelli
- Blanco
- Elisa
- Elodie
- Emma
- Giorgia
- Ligabue
- Madame
- Fiorella Mannoia
- Gianni Morandi
- Irama
- Negramaro
- Max Pezzali
- Laura Pausini
- Salmo
- Rkomi
- Tananai
- Zucchero

## Scaletta esibizioni
Le esibizioni, elencate in ordine di apparizione sul palco, sono state comunicate nel pomeriggio del 24 giugno 2023.
- Intro di Oma Jali - Oh, Doctor Jesus (cover di Ella Fitzgerald)
- Zucchero Fornaciari - Partigiano reggiano, Per colpa di chi?
- Zucchero Fornaciari e Salmo - Diavolo in me
- Salmo - 90min
- Irama e Rkomi - 5 gocce, Luna piena
- Fiorella Mannoia - Combattente, Che sia benedetta
- Laura Pausini - Romagna mia, Benvenuto, Simili
- Laura Pausini e Giorgia - You've Got a Friend
- Tananai - Tango, Abissale
- Elisa - Anche fragile, Gli ostacoli del cuore
- Andrea Bocelli con Zucchero - Miserere
- Andrea Bocelli - Con te partirò
- Giorgia - Oronero, Il mio giorno migliore, Di sole e d’azzurro
- Luciano Ligabue - Il giorno di dolore che uno ha, Tra palco e realtà
- Elodie - Vertigine, Due
- Gianni Morandi - Apri tutte le porte, Uno su mille
- Emma - Trattengo il fiato, Amami, Cercavo amore, Io sono bella
- Max Pezzali - Nessun rimpianto, Con un deca
- Madame - Voce, Il bene nel male
- Negramaro - Mentre tutto scorre, Nuvole e lenzuola
- Negramaro con Rkomi - Estate
- Blanco - Blu celeste, Notti in bianco
- Elisa e Ligabue - A modo tuo
- Tananai e Max Pezzali - Gli anni
- Rkomi ed Elodie - La coda del diavolo
- Fiorella Mannoia ed Emma - Il peso del coraggio
- Tananai e Ligabue - Piccola stella senza cielo
- Irama ed Elisa - Ovunque sarai
- Max Pezzali e Ligabue - Leggero
- Gianni Morandi, Fiorella Mannoia ed Elodie - Vita,  C'era un ragazzo che come me amava i Beatles e i Rolling Stones

## Media

### Radio
L'evento è stato trasmesso in diretta radiofonica su Rai Radio 2, commentato in diretta da Diletta Parlangeli.

### Televisione
L'evento è stato trasmesso in diretta televisiva su Rai 1 con il nome Italia Loves Romagna - Il Concerto senza interruzioni pubblicitarie. Sulla piattaforma RaiPlay è stata trasmessa una diretta dal titolo Italia Loves Romagna –  Backstage Live con i retroscena dell'evento e le interviste ad artisti, autori e promotori dell'evento, con la conduzione di Andrea Delogu.

## Ascolti TV
Il concerto è stato seguito su Rai 1 da 3 560 000 telespettatori pari al 24,70% di share nella prima parte e da 3 450 000 telespettatori pari al 30,80% di share nella seconda parte.